# Damm 14 (Quedlinburg)

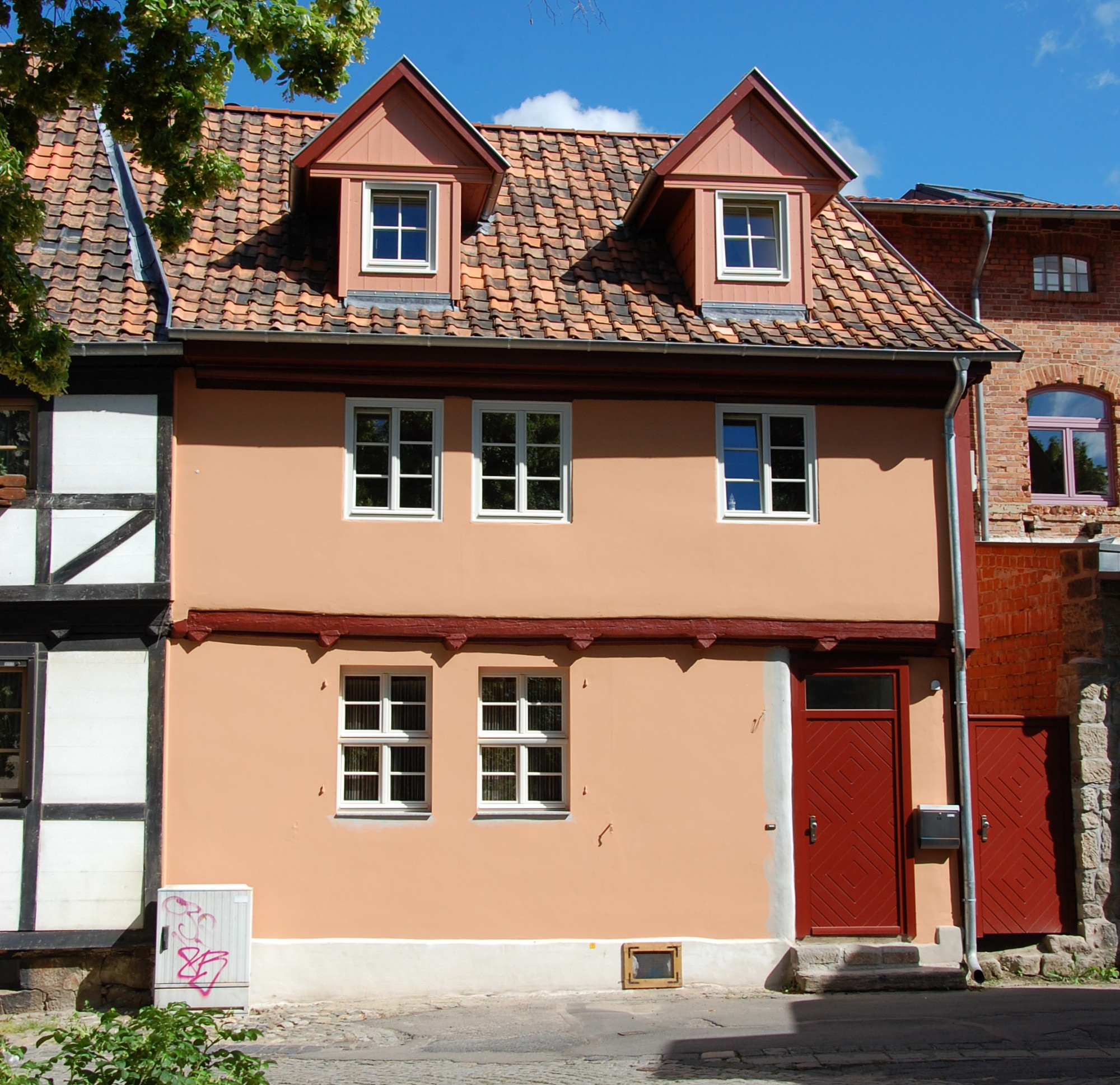
Haus Damm 14

Das Haus Damm 14 ist ein denkmalgeschütztes Gebäude in der Stadt Quedlinburg in Sachsen-Anhalt.

## Lage
Es befindet sich im Bereich der Einmündung der GutsMuthsstraße auf die Straße Damm und gehört zum UNESCO-Weltkulturerbe. Im Quedlinburger Denkmalverzeichnis ist es als Wohnhaus eingetragen. 

## Architektur und Geschichte
Das zweigeschossige Fachwerkhaus entstand in der Zeit um 1720. An der Stockschwelle des Hauses findet sich eine Fase. Darüber hinaus gibt es Pyramidenbalkenköpfe und profilierte Füllhölzer. Noch Ende des 20. Jahrhunderts bestand eine bemerkenswerte zweiteilige sogenannte Klöntür, die von einer profilierten Türrahmung gefasst war. Nach einer Erneuerung des Hauses ist dieses Detail nicht mehr erhalten.